# Реккінген
Реккінген (нім. Röckingen) — громада в Німеччині, розташована в землі Баварія. Підпорядковується адміністративному округу Середня Франконія. Входить до складу району Ансбах. Складова частина об'єднання громад Гессельберг.
Площа — 10,91 км2. Населення становить 735 ос. (станом на 31 грудня 2020).

## Галерея

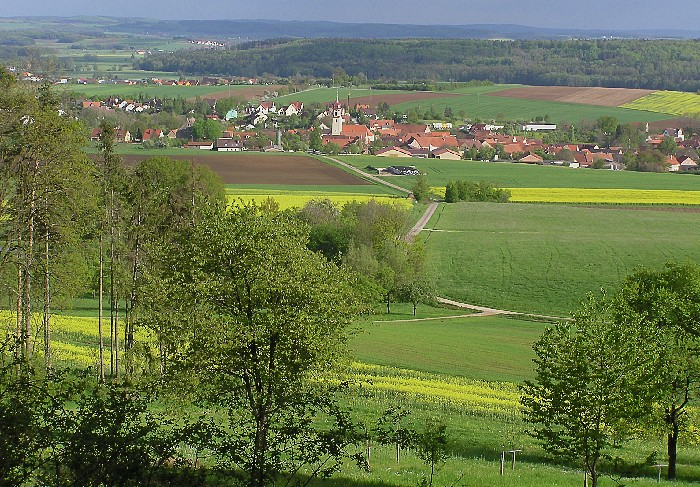